# Sergio Álvarez (Fußballspieler, 1926)
Sergio Álvarez Pérez (* 14. August 1926; † 25. Februar 1983) war ein chilenischer Fußballspieler. Der Mittelfeldspieler absolvierte ein Länderspiel für die chilenische Nationalmannschaft und wurde auf Vereinsebene zweimal nationaler Meister.

## Karriere

### Verein
Sergio Álvarez spielte von 1950 bis 1956 bei Everton und wurde in dieser Zeit zweimal Meister. Während er beim Titelgewinn 1950 noch nicht zu den Leistungsträgern gehörte, gehörte er bei der Meisterschaft 1952 zur Stammelf. Weiteres zur Vereinskarriere von Álvarez ist nicht bekannt.

### Nationalmannschaft
Sergio Álvarez debütierte im Mai 1953 für die Nationalmannschaft Chiles beim Freundschaftsspiel gegen England. Die 1:2-Niederlage blieb das einzige Länderspiel des Mittelfeldspielers.

## Erfolge
Everton
- Chilenischer Meister: 1950, 1952